# Сербохорватська мова
Сербохорватська, або сербськохорватська мова (також хорвато-сербська, СХБ (сербо-хорвато-боснійська), БХС (босно-хорвато-сербська), БХЧС (босно-хорвато-чорногоро-сербська), хорватськосербська мовна діасистема) — плюрицентрична південнослов'янська мова, основна мова сербів, хорватів, чорногорців та босняків. Відповідно існує чотири стандартизовані варіанти цієї мови: сербський,  хорватський, боснійський і чорногорський, які є взаємнозрозумілими.
Південнослов'янські діалекти історично сформували континуум. Складна історія регіону, зокрема тривале панування тут Османської імперії, призвела до заплутаності в діалектних і релігійних відмінностях. Внаслідок міграції населення штокавський діалект став найпоширенішим на Західних Балканах і продовжив поширюватися далі на захід, де переважали чакавський і кайкавський діалекти (які далі на північний захід переходять у словенську мову). Босняки, хорвати та серби мають різні релігії й історично часто належали до різних культурних сфер, хоча велика частина цих народів жила на змішаних територіях поруч одне з одним під іноземним пануванням. У ті часи мову називали різними іменами, такими як "іллірійська", "славонська", "далматинська", а також залежно від регіону — "боснійська", "сербська", "хорватська". 
Сербохорватську стандартизувала в середині 19 століття Віденська літературна угода, укладена хорватськими та сербськими письменниками і філологами. Спочатку різниця між сербським і хорватським літературними стандартами була майже непомітною, оскільки обидва базувалися на тому самому східногерцеговинському штокавському піддіалекті. У 20 столітті сербохорватська була офіційною мовою Королівства Югославії, а згодом — однією з офіційних мов Соціалістичної Федеративної Республіки Югославії. Розпад Югославії вплинув на мовні підходи, тож соціальні концепції мов розділилися на етнічному і політичному ґрунті. З часу розпаду Югославії боснійська отримала офіційний стандарт у Боснії та Герцеговині, а вже у 2010-х роках на міжнародному рівні було визнано окремий чорногорський стандарт. Таким чином про сербохорватську говорять здебільшого використовуючи етнічні назви сербської, хорватської, боснійської та чорногорської мов.
Як і решта південнослов'янських мов сербохорватська має просту фонологію з системою у п'ять голосних і двадцять п'ять приголосних. У граматиці збереглася складна система відмінювання, зокрема сім відмінків іменників, займенників і прикметників. Дієслова мають доконаний і недоконаний вид із помірно складною системою часів. Порядок слів у реченні є гнучким, але здебільшого використовують підмет-присудок-додаток. На письмі використовують два алфавіти — кириличний і латинський (гаєвицю), правопис є фонетичним.

## Історія

### Давня історія
Найдавніші пам'ятки сербохорватської мови належать до XII сторіччя. 

### Утворення єдиного стандарту
До середини XIX століття літературні традиції на території сербських, хорватських і боснійських земель розвивалися самостійно, на основі окремих діалектів. Характерною рисою цього періоду є відносна культурна однорідність сербських традицій і поліцентризм хорватських і частково боснійських областей, де всюди розвивалася своя література на основі всіх трьох основних діалектних систем. Основи єдиної сербохорватської мови заклав на початку XIX століття сербський просвітитель, лексикограф і письменник Вук Караджич, а потім рішення про створення єдиної літературної мови було затверджено Віденською літературною угодою 1850 року, між сербськими і хорватськими інтелектуалами. У другій половині XIX ст. відбулася додаткова кодифікація сербохорватської мови на основі стандарту Караджича. Паралельно існували також інші літературні норми на основі діалектів цієї зони, але в обмеженому масштабі (наприклад, градищансько-хорватська мова в Австрії, кайкавська літературна мова).

### Відокремлення хорватської норми
У 1954 році було укладено Новосадську угоду, яка визнавала існування хорватського і сербського варіантів сербохорватської мови.
16 березня 1967 року представники хорватської інтелігенції (Мирослав Крлежа, Радослав Катичич, Томіслав Ладан, Далібор Брозович) підписали Декларацію про назву і положення хорватської літературної мови, в якій вимагали рівноправності вже не трьох, а чотирьох мов: словенської, хорватської, сербської та македонської, а також права використовувати хорватську мову в усіх органах влади в Соціалістичній Республіці Хорватія. Водночас «Матиця хорватська», головна установа хорватської культури, відмовилася закінчувати загальний «великий сербськохорватський словник», який писався у співпраці з «Матицею сербською». Цією декларацією, попри бурхливий опір уряду в Белграді, було зупинено політику мовного об'єднання. Події, початок яким поклала ця декларація, отримали в історії назву «Хорватська весна».
До розпаду Югославії зберігався статус-кво: в Хорватії використовували хорватську мову під назвою «хорватська або сербська» (з 1974), тоді як у Сербії цю мову продовжували називати «сербохорватською». Так тривало до приходу до влади Слободана Мілошевича.

### Розпад єдиної літературної норми
Після розпаду Югославії почали інтенсивно формуватися власні мовні стандарти в колишніх югославських республіках. Зокрема в Боснії було запроваджено термін боснійська мова і почалася робота над власним стандартом. В 1995 році почався рух за створення чорногорського стандарту мови, з 2007 року Конституція Чорногорії називає офіційною мовою саме чорногорську. 
Наприклад, в Хорватії використовували пуристський підхід, за яким на місці запозичень створювали слова із хорватських слов'янських коренів. Боснійський стандарт брав запозичення з турецької, арабської та перської. Сучасний сербський стандарт лишився найближче до літературної мови Югославії, однак конституція Сербії передбачає офіційною нормою правопису тільки кирилицю, тоді як латинка лишається популярною в побуті, друці та особливо в інтернеті.
Таким чином, літературна сербохорватська мова розпалася на чотири літературні стандарти, дуже схожі між собою. Іноземні мовознавці (з-за меж колишньої Югославії) продовжують використовувати термін «сербо-хорватська мова» на позначення мовного континууму, а до національних стандартів звертаються тоді, коли мова йде про принципові відмінності або діалекти.
Між літературними нормами сербської, хорватської та боснійської мов різниця набагато менша, ніж наприклад, між кайкавським і чайкавським діалектами хорватської мови.

## Діалекти
Розрізняють 3 основні діалекти:
- штокавський,
- чакавський,
- кайкавський.

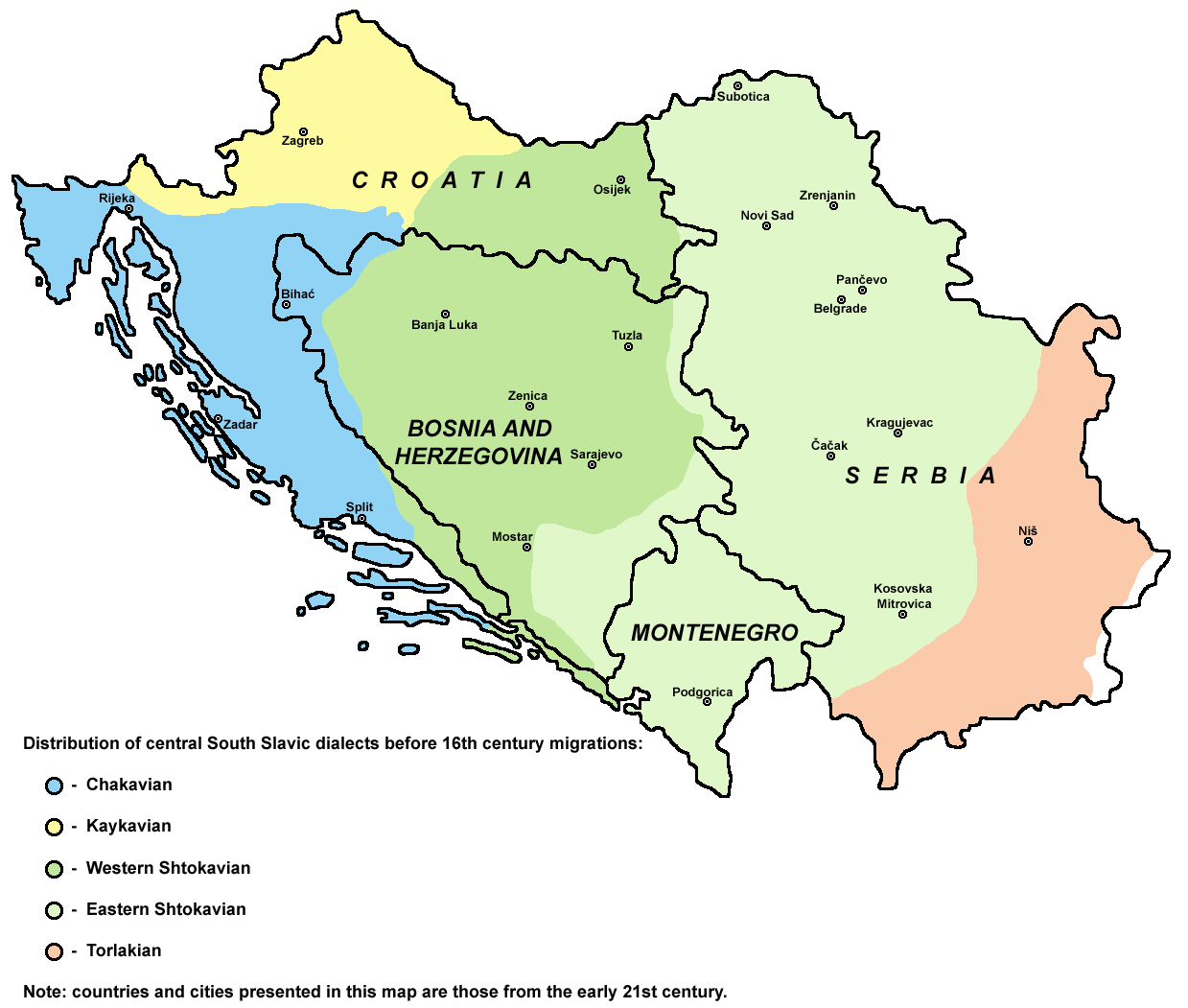
Поширення основних діалектів сербохорватської до міграції 16 століття, окремо позначено західно- та східносштокавський діалекти.

Їхні назви походять від різних форм слова "що?" у цих діалектах (što?/šta? ča? kaj? відповідно). Штокавський є найбільшим серед них і поширений на території Сербії (зокрема Воєводини та Косова), Чорногорії, Боснії та Герцеговини і частини Хорватії. Натомість чакавський та кайкавський діалекти поширені в різних регіонах Хорватії, тому після розпаду Югославії здебільшого їх відносять до хорватської мови.  

### Екавиця та ієкавиця

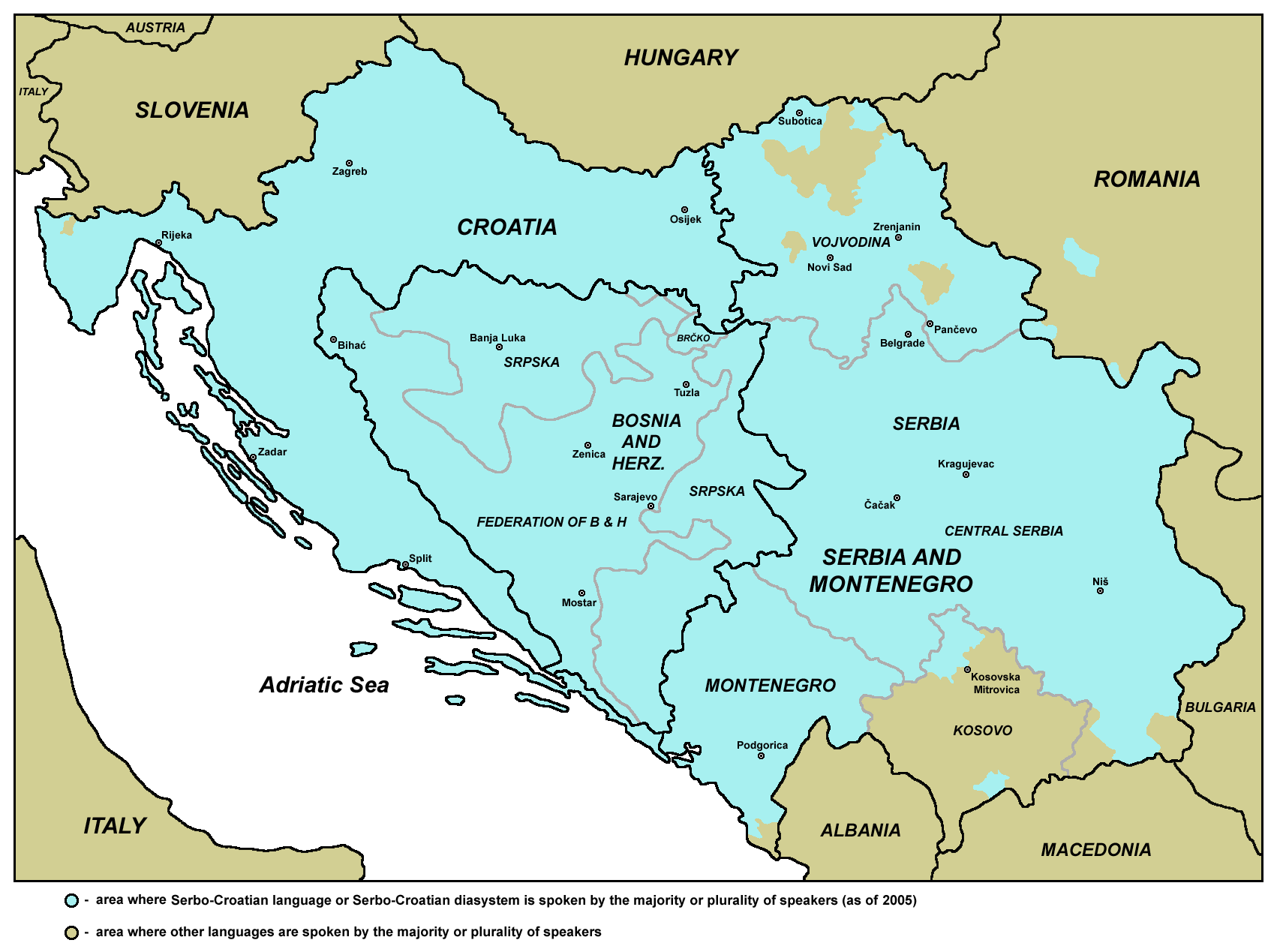
Території, де більшість використовує штокавський діалект (станом на 2006 рік).

Існує два літературні варіанти сербохорватської — екавиця та ієкавиця. Їхні назви вказують на різницю в адаптації старослов'янського звука ять — e та ije відповідно (наприклад, рѣка: reka — rijeka), проте відмінності стосуються також інших ознак (наприклад, вживання різних форм минулого часу). Екавиця переважає у Сербії та Воєводині, тоді як ієкавиця — в Чорногорії, Косові та у всіх регіонах Боснії та Герцеговини й Хорватії (зокрема серед боснійських та хорватських сербів, а також у чакавському та кайкавському діалектах у Хорватії). 
В Югославії (як до, так і після війни) обидві форми мали рівні права (до війни їх називали "літературними вимовами", а після — "варіантами"). У 1990-их роках у Сербії перевагу було надано екавиці, поширеній зокрема в Белграді. Була спроба впровадити ці зміни також у Республіці Сербській, але вони не прижилися (обов'язкова норма для публічного використання екавиці діяла з кінця 1993 до листопада 1994, а на початку 2000-их уряд республіки визнав неможливість переходу з ієкавиці на екавицю). Крім того, ці зміни активізували рух за визнання окремої чорногорської мови, оскільки в Чорногорії поширена ієкавиця. 
Натомість у Хорватії повністю відмовилися від екавиці на користь поширеної тут ієкавиці. Таким чином після розпаду Югославії відмінності між цими двома варіантами набули політичного характеру — екавиця стала асоціюватися як сербське, а ієкавиця — як хорватське явище (що не відповідає реальному поширенню цих варіантів). 
Крім того існує також третій варіант — ікавиця (де ять набув форми i), який вважається діалектним і літературною нормою не допускається. Він поширений переважно в Хорватії (в приморських районах Далмації, в південних і північно-східних районах Славонії) та Боснії й Герцеговині (в центральних і південно-західних районах, а також на заході в низці анклавів на кшталт Бихача).

## Характерні риси
У сербохорватській мові голосні можуть бути довгі й короткі, приголосні ј, љ, њ, ћ, ђ завжди м'які, решта— тверді. Наголос музичний, вільний. Імена мають 6 відмінків і кличну форму. Дієслово має 4 форми минулого часу і дві форми майбутнього часу.

## Писемність
В Югославії для запису сербохорватської паралельно використовували дві абетки — латинку (гаєвицю) та кирилицю (адаптовану Вуком Караджичем). Після розпаду Югославії хорватська мова використовує лише латиницю, а сербська, боснійська і чорногорська продовжують вживати обидві абетки (при цьому в сербській переважає кирилиця, а в боснійській і чорногорській — латиниця)
Абетки сербськохорватської(гаєвиця та вуковиця):
| A | a | B | b | C | c | Č | č | Ć | ć | D | d | Dž | dž | Đ | đ | E | e | F | f | G | g | H | h | I | i | J | j | K | k |
| А | а | Б | б | Ц | ц | Ч | ч | Ћ | ћ | Д | д | Џ  | џ  | Ђ | ђ | Е | е | Ф | ф | Г | г | Х | х | И | и | Ј | ј | К | к |

| L | l | Lj | lj | M | m | N | n | Nj | nj | O | o | P | p | R | r | S | s | Š | š | T | t | U | u | V | v | Z | z | Ž | ž |
| Л | л | Љ  | љ  | М | м | Н | н | Њ  | њ  | О | о | П | п | Р | р | С | с | Ш | ш | Т | т | У | у | В | в | З | з | Ж | ж |